# Manuela Velasco
Manuela Velasco (ur. 23 października 1975 w Madrycie) – hiszpańska aktorka i prezenterka telewizyjna, zdobywczyni nagrody Goya za rolę w filmie REC. Jedną z pierwszych ważnych ról artystki był występ w filmie Prawo pożądania Pedro Almodovara.

## Filmografia
- 2014 − REC 4: Apokalipsa, jako Ángela Vidal
- 2009 – REC 2, jako Ángela Vidal
- 2008 – El Club de los suicidas, jako Andrea
- 2007 – REC, jako Ángela Vidal
- 2005 – Cinema mil, jako ona sama
- 2002 – Sant'Antonio di Padova
- 2002–2003 – Géminis, venganza de amor, jako Beatriz
- 2003, 2005 – Cuéntame, jako Lourdes (2003) / Hipiska (2005) (gościnnie)
- 2001 – School Kille, jako Patricia
- 1999 – Droga do Santiago
- 1987 – Prawo pożądania jako Ada
- 1983 – Los Desastres de la guerra